# Teratozoospermia
La teratozoospermia o teratospermia es un parámetro que indica si los espermatozoides procedentes del semen tienen alteraciones morfológicas que pueden afectar su capacidad reproductiva. 

## Espermatozoides normales
La OMS tiene estandarizados los diferentes grados de malformaciones espermáticas y considera espermatozoides normales a aquellos que cumplen los siguientes criterios:
- Cabeza: ha de ser de forma ovalada con un contorno regular, de una longitud de 4.0 a 5.0 micrómetros y de 2.5 a 3.5 de ancho. La relación largo ancho debe ser de 1.5 a 1.75. El test de Papanicolau nos da estos límites para considerar normal una cabeza con un 95% de fiabilidad. La región acrosómica ha de estar bien definida y ocupar la parte apical de la cabeza en un 40-70% del volumen, mientras que las vacuolas no deben ocupar más del 20% del área de la cabeza.

- Cuello o pieza media: ha de medir en torno a 1.5 veces la longitud de la cabeza, 1 micra de grosor y encontrarse unida a ella por su zona axial (extremo contrario a la zona acrosómica). Es importante que sea simétrica y lineal con respecto a la inserción de la cola.

- Cola: mide aproximadamente de 45 a 50 micras de longitud, ha de ser recta, uniforme y algo más fina que la parte media.

La longitud total del espermatozoide por tanto ha de ser de 50 a 60 micras.

## Grados de malformaciones espermáticas
Todos los espermatozoides que no cumplan alguno de estos criterios son considerados como anormales. Para tener una visión de la normalidad de una determinada muestra de semen podemos establecer distintos índices:
- Índice de teratozoospermia: se suele hacer a partir de la cuantificación de 200 espermatozoides de una muestra previamente teñida mediante el método de Papanicolaou o panóptico rápido con un objetivo de 1000x en aceite de inmersión. Se anotan los espermatozoides normales contados y las anormalidades de cabeza (c), pieza media (p) o cola (q). El índice de teratozoospermia toma valores desde 1 a 3; "1" se dará cuando cada espermatozoide anómalo solamente posea una malformación, y "3" cuando todos los espermatozoides no normales tengan deformidades en cabeza, pieza media y cola. Se calcula como:

Índice de teratozoospermia = (c+p+q)/x
x = N.º de espermatozoides con forma no canónica o estándar
c = anomalías en la cabeza.
p = anomalías en la pieza media.
q = anomalías en la cola.
- Índice de deformidad espermática: se calcula de igual forma que el índice de teratozoospermia con la única diferencia de que en lugar de observar el total de deformidades sobre el número de espermatozoides anormales, se observa sobre el total de espermatozoides contados incluyendo los normales.

- Porcentaje de fornas canónicas: para este índice tenemos varios criterios de clasificación uno de la OMS de 1999 en el cual se considera que una muestra es teratozoospérmica si posee menos del 15% de formas canónicas, mientras que el criterio de Kruger/Tygerber hace varias divisiones, menos del 1% de forma canónicas se considera una teratozoospermia grave, mientras que entre un 5-14% de forma canónicas se considera una teratozoospermia leve, y entre ambos intervalos, estaría en caso de teratozoospermia moderada. Este último cristerio más estricto que el de la OMS es el más usado.[1]

% formas canónicas = espermatozoides con formas canónicas / espermatozoides totales
Los índices anteriores únicamente miden la anomalía de los espermatozoides frente a una forma estandarizada y prefijada, no significa que los espermatozoides no normales según la OMS no sean capaces de fecundar un ovocito, por lo que la teratozoospermia no tiene una relación directa con la infertilidad.

## Causas
Sus causas se desconocen en muchos casos. Sin embargo, la enfermedad de Hodgkin, celíacos, y enfermedad de Crohn pueden contributir en algunas instancias.